# Ethan
Ethan (eller ætan (Retskrivningsordbogen)) er en alkan fra den organiske kemi bygget op af carbon- og
hydrogenatomer. Ethan er den anden i rækken af alkaner, efter methan. Ved atmosfærisk tryk er det en usynlig gas uden lugt.
Ethan er et meget vigtigt molekyle for industrien og bruges blandt andet til
plastfremstilling. Den kan også sættes sammen med en OH-gruppe - hvor H-enden i ethan bliver fjernet - og blive til ethanol (sprit), der bl.a. anvendes som husholdningsmiddel og i forskellige drikke for at give en berusende effekt.